# Ciclismo ai Giochi della XXVII Olimpiade - Corsa a punti maschile
La corsa a punti maschile dei Giochi della XXVII Olimpiade si disputò il 20 settembre 2000 al Dunc Gray Velodrome a nord di Sydney.
La medaglia d'oro fu vinta dallo spagnolo Joan Llaneras, mentre l'argento e il bronzo andarono rispettivamente all'uruguaiano Milton Wynants e al russo Aleksej Markov.
La prova vide la partecipazione di 23 atleti di altrettante nazioni.

## Programma
| Data              | Ora (UTC+10) | Turno  |
| ----------------- | ------------ | ------ |
| 20 settembre 2000 | 20:35        | Finale |

## Regolamento
La prova consisteva nell'effettuare 160 giri di pista (40 km), effettuando 16 sprint (uno ogni 10 giri). A ogni sprint venivano assegnati cinque punti al primo, tre al secondo, due al terzo e uno al quarto classificato (all'ultimo sprint venivano assegnati punti doppi). La classifica era stilata in base a numero di giri guadagnati doppiando il gruppo, e poi in base ai piazzamenti nelle volate.

## Ordine d'arrivo
| Posizione | Ciclista           | Nazionalità   | Giri | Punti |
| --------- | ------------------ | ------------- | ---- | ----- |
| Oro       | Joan Llaneras      | Spagna        | 0    | 14    |
| Argento   | Milton Wynants     | Uruguay       | -1   | 18    |
| Bronzo    | Aleksej Markov     | Russia        | -1   | 16    |
| 4         | Cho Ho-sung        | Corea del Sud | -1   | 15    |
| 5         | James Carney       | Stati Uniti   | -1   | 10    |
| 6         | Franz Stocher      | Austria       | -1   | 8     |
| 7         | Glen Thomson       | Nuova Zelanda | -1   | 5     |
| 8         | Silvio Martinello  | Italia        | -1   | 4     |
| 9         | Brian Walton       | Canada        | -1   | 1     |
| 10        | Stuart O'Grady     | Australia     | -2   | 26    |
| 11        | Wong Kam-po        | Hong Kong     | -2   | 14    |
| 12        | Bruno Risi         | Svizzera      | -2   | 13    |
| 13        | Jon Clay           | Gran Bretagna | -2   | 10    |
| 14        | Juan Curuchet      | Argentina     | -2   | 8     |
| 15        | Matthew Gilmore    | Belgio        | -2   | 6     |
| 16        | Makoto Iijima      | Giappone      | -2   | 6     |
| 17        | Vasyl' Jakovlev    | Ucraina       | -2   | 5     |
| 18        | Wilco Zuijderwijk  | Paesi Bassi   | -2   | 3     |
| 19        | Christophe Capelle | Francia       | -2   | 2     |
| 20        | Sergej Lavrenenko  | Kazakistan    | -2   | 1     |
| 21        | Marlon Pérez       | Colombia      | -2   | 0     |
| 22        | Jimmi Madsen       | Danimarca     | -2   | 0     |
| 23        | Thorsten Rund      | Germania      | -2   | 0     |